# Janiralata sagamiensis
Janiralata sagamiensis är en kräftdjursart som beskrevs av Michitaka Shimomura 2006. Janiralata sagamiensis ingår i släktet Janiralata och familjen Janiridae. Inga underarter finns listade i Catalogue of Life.